# چبکس شلاختسکی
چبکس شلاختسکی (به لاتین: Trzebcz Szlachecki) یک سکونتگاه مسکونی در لهستان است که در Gmina Kijewo Królewskie واقع شده‌است.